# 광양마로초등학교
광양마로초등학교는 대한민국 전라남도 광양시에 있는 공립 초등학교이다.

## 학교 연혁
- 1935년 4월 30일 광양공립보통학교 부설 사곡간이학교 설립
- 1943년 4월 1일 광양남공립국민학교 인가
- 1948년 5월 17일 광양남국민학교 개교
- 1948년 7월 18일 제1회 졸업식(18명)
- 1982년 3월 1일 병설유치원 개원
- 1988년 6월 25일 농촌형 급식학교 지정
- 1996년 3월 1일 광양남초등학교 명칭 변경
- 2009년 9월 28일 골프연습장 건립(동문회)
- 2015년 3월 1일 광양마로초등학교 명칭 변경 및 현 위치 이전

## 참고 자료
- 광양마로초등학교 - 한국교육학술정보원 학교알리미